# Janny Brandes-Brilleslijper
Marianne „Janny” (sau „Jannie”) Brandes-Brilleslijper (n. 24 august 1916, Amsterdam, Țările de Jos – d. 15 august 2003, Amsterdam, Țările de Jos) a fost o evreică neerlandeză supraviețuitoare a Holocaustului și una dintre ultimele persoane care au văzut-o în viață pe Anne Frank. Ea a fost sora cântăreței idiș Lin Jaldati (născută Rebekka Brilleslijper; 1912–1988). Brandes-Brilleslijper și Jaldati (poreclită „Lientje”) au fost în lagărul de tranzit Westerbork, în lagărul de concentrare Auschwitz și în lagărul de concentrare Bergen-Belsen cu Anne și cu sora mai mare a Annei, Margot.

## Biografie
Brandes-Brilleslijper s-a născut cu numele de Marianne Brilleslijper în Amsterdam pe 24 octombrie 1916, fiind al doilea din cei trei copiii ai lui Fijtje (născută Gerritse) și Joseph Brilleslijper. În 1939 s-a căsătorit cu Cornelis Teunis „Bob” Brandes (1912–1998) și au avut doi copii: Robert și Liselotte Dolores. După ce naziștii au invadat Țările de Jos, Janny și Bob, împreună cu Lientje, au început să facă parte din Rezistență. Janny a ascuns evrei în propria casă și ea nu a fost înregistrată niciodată oficial ca evreică. Cu toate acestea, naziștii au vrut de multe ori să o aresteze pe Janny și pe familia ei, reușind să scape la limită aproape de fiecare dată.
Janny și Lientje au fost arestate în vara anului 1944 și au fost transportate în lagărul de tranzit Westerbork. În Westerbork, ele au fost trecute pe lista „criminalilor” și mutate în blocul disciplinar pentru a presta munci grele. În aceste barăci Janny și Lientje le-au cunoscut pe Anne și Margot și s-au împrietenit cu ele.
De la Westerbork, Janny, Lientje și fetele Frank au fost transportate la Auschwitz. Janny și Lientje au fost ulterior transportate în lagărul de concentrare Bergen-Belsen, unde Anne și Margot au fost, de asemenea, transportate în octombrie 1944. Janny, care devenise asistentă medicală în lagăr, a avut grijă de prizonierii bolnavi. În martie 1945, Anne și Margot au murit la câteva zile una de alta. Janny și Lientje le-au îngropat în gropile comune din lagăr.
După război, Brandes-Brilleslijper i-a reîntâlnit pe soțul și pe copiii ei. Prin Crucea Roșie, ea l-a contactat pe Otto Frank și l-a informat despre moartea fiicelor sale, Anne și Margot.
Brandes-Brilleslijper a dat interviuri despre ultimele zile ale lui Anne și Margot în filmul documentar, The Last Seven Months of Anne Frank (1987), care a fost regizat de Willy Lindwer.
Brandes-Brilleslijper a murit de insuficiență cardiacă în Amsterdam pe data de 15 august 2003, la vârsta de 86 de ani.